# Rubén Morán
Rubén Morán (6 de agosto de 1930 – 3 de janeiro de 1978) foi um futebolista uruguaio que atuava como ponta-esquerda. Foi o mais jovem dos campeões titulares no Maracanaço, que foi justamente sua única partida na Copa do Mundo FIFA de 1950: substituía o dono da posição, lesionado na partida anterior. Não teve carreira de maior destaque, sempre passando por equipes de menor expressão, e apesar da juventude foi exatamente ele o primeiro dos uruguaios daquela decisão a falecer.

## Carreira
Morán havia iniciado a carreira apenas no ano anterior à Copa do Mundo FIFA de 1950, no Cerro, pequeno clube de Montevidéu que jamais venceu o campeonato uruguaio. O clube ficava na metade da tabela naquela época, terminando exatamente em quinto entre dez participantes no campeonato uruguaio de 1949.[carece de fontes?]
Ainda assim, o Cerro terminou no ano seguinte fornecendo pela primeira vez jogadores a uma Copa do Mundo FIFA: Morán, Héctor Vilches e Matiás González,[carece de fontes?] o único que foi titular durante a campanha campeã.
A estreia de Morán pela seleção uruguaia deu-se em 7 de abril de 1950, em vitória por 5-1 sobre o Chile em Santiago, na qual na escalação usada somente Víctor Rodríguez Andrade e Julio Pérez seriam titulares meses depois na Copa. Dois dias depois, a mesma escalação foi empregada novamente contra os chilenos em Santiago. Os oponentes venceram por 2-1.
O Uruguai veio à Copa do Mundo com um ambiente turbulento: o técnico Juan López fora escolhido apenas um mês antes do torneio, após a Celeste Olímpica obter resultados ruins contra os próprios brasileiros, o que, além das derrotas pela Copa Rio Branco, incluíam ainda uma derrota para o Brasil de Pelotas e, em Montevidéu, dois empates contra o Fluminense; os jogadores uruguaios viam-se fora de forma após dois meses de inatividade. Antes da escolha da Associação Uruguaia de Futebol por López, o Peñarol chegara a vetar a convocação de seus jogadores: a AUF desprezava o técnico da equipe aurinegra, o húngaro Emérico Hirschl, desejado pela torcida e mídia. Com pouco tempo para entrosar o time, López chamou exatamente os jogadores que disputaram a Copa Rio Branco semanas antes do mundial.
Durante o mundial, o ponta-esquerda titular foi Ernesto Vidal, do Peñarol, que era a base da seleção, com outros cinco titulares (Roque Máspoli, Obdulio Varela, Alcides Ghiggia, Óscar Míguez e Juan Alberto Schiaffino). O rival Nacional forneceu outros três (Eusebio Tejera, Schubert Gambetta e Julio Pérez). Além de Matías González, o outro titular de fora da dupla principal era Víctor Rodríguez Andrade, do Central. Vidal lesionou-se na partida anterior, permitindo que Morán jogasse no Maracanaço, o suficiente para fazer do Cerro a terceira equipe uruguaia mais representada naquela partida. Após a decisão, Morán acompanhou Obdulio Varela nos bares do Rio de Janeiro, testemunhando com o capitão a dor dos anfitriões.
Morán não foi muito notado naquela partida, seja nos lances defensivos ou ofensivos. Após o título, sua carreira não ascendeu. O Uruguai só voltou a fazer partidas no ano de 1952, pelo Campeonato Pan-Americano daquele ano.[carece de fontes?] Mas Morán só veio defender novamente a Celeste outro ano depois, na Copa América de 1953. Foi sua quarta e última partida pela seleção, sendo justamente contra o Brasil.
Para aquela Copa América, a seleção havia se renovado, com somente Matías González remanescendo como titular em relação ao Maracanaço. Ainda assim, Morán, que ainda era jogador do Cerro, só participou dos sete minutos finais contra os brasileiros, substituindo Donald Peláez. O Brasil venceu por 1-0.[carece de fontes?]
A outra equipe conhecida que defenderia foi o Defensor, para onde transferiu-se em 1954.[carece de fontes?] Ele parou de jogar em 1965, após passar por vários clubes de expressão menor, apoiando-se no prestígio de campeão.
Como a maioria dos colegas de 1950, após parar definitivamente de jogar Morán tornou-se funcionário público, vivendo acomodado no subúrbio de Montevidéu. Ainda como funcionário ativo, foi, embora fosse o mais jovem dos uruguaios do Maracanaço, também o primeiro deles a falecer, em 1978.

## Títulos
- Copa do Mundo de 1950